# Rodamina B
Rodamina B – organiczny związek chemiczny z grupy rodamin. Stosowana jako barwnik fluorescencyjny, m.in. do barwienia preparatów biologicznych. W mieszaninie z auryminą O pozwala wykryć miejsca szybkiego metabolizmu kwasów w organizmie, np. Mycobacterium.
Rodamina B emituje światło o długości fali λmax 627 nm (w metanolu) po wzbudzeniu światłem o λex 553 nm.